# Alfred Mézières
Alfred Jean François Mézières, född den 19 november 1826 i Réhon (departementet Meurthe-et-Moselle), död där den 10 oktober 1915 under den tyska ockupationen, var en fransk litteraturhistoriker.
Méziéres blev 1863 ordinarie professor i utländsk litteratur vid Sorbonne och 1874 medlem av Franska akademien. Han blev 1881 ledamot av deputeradekammaren, där han slöt sig till vänstern, och 1900 senator. Av hans arbeten märks Shakespeare, ses oeuvres, et ses critiques (1861, 7:e upplagan 1903; prisbelönt av Franska akademien), Predécesseurs et contemporains de Shakespeare (1863, 4:e upplagan 1905; belönt med ett montyonskt pris), Contemporains et successeurs de Shakespeare (1864), Dante et l'Italie nouvelle (1865), Pétrarque (1867, 3:e upplagan 1895; belönt med ett montyonskt pris), Goethe, les oeuvres expliquées par la vie (2 band, 1872–73; 3:e upplagan 1895), Vie de Mirabeau (1891, svensk översättning 1918), Morts et vivants (1897), Au temps passé (1906), Hommes et femmes d'hier et d'avant-hier (1907), De tout un peu (1909), Pages d'automne (1911) och Ultima verba (1914).